# Danny Boyle

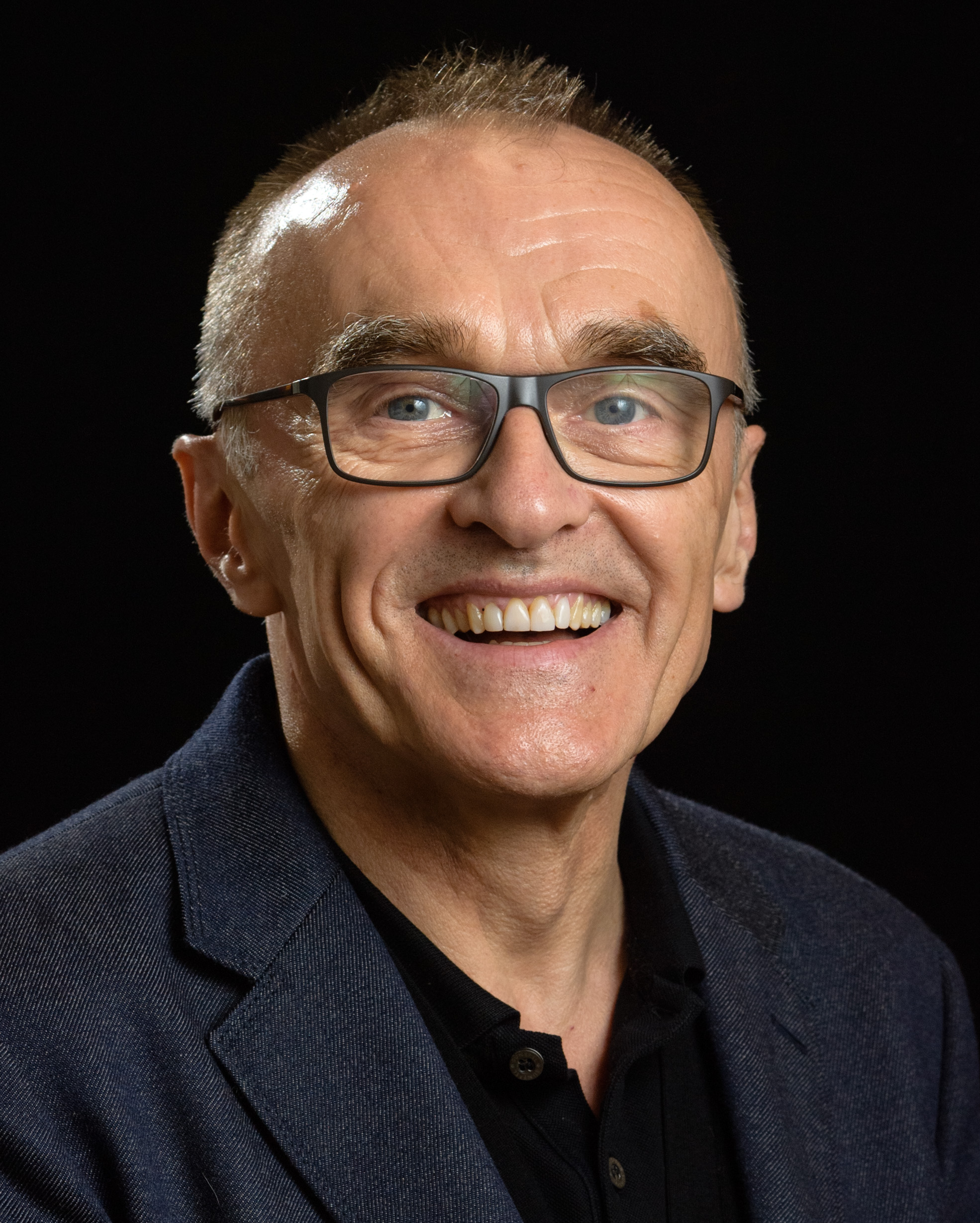
Danny Boyle (2019)

Daniel „Danny“ Boyle (* 20. Oktober 1956 in Radcliffe, England) ist ein britischer Regisseur, Golden-Globe- und Oscar-Preisträger.

## Leben
Danny Boyle begann seine Karriere als Regisseur im Londoner Theater Joint Stock Theatre Company. 1982 wurde er Intendant des renommierten Royal Court Theatre. Ende der 1980er wandte er sich dem Fernsehen zu und wirkte bei verschiedenen Serien als Regisseur und Produzent mit.
Mit zwei langjährigen Freunden, dem Produzenten Andrew Macdonald und dem Drehbuchautor John Hodge, brachte er 1994 die schwarze Komödie Kleine Morde unter Freunden in die Kinos. Der Film, mit einem verhältnismäßig kleinen Budget von 1,5 Millionen Pfund gedreht, konnte bereits nach einem Monat allein in Großbritannien das Doppelte dieses Betrages einnehmen.
Das Trio verfilmte anschließend den Roman Trainspotting von Irvine Welsh (deutscher Titel: Trainspotting – Neue Helden). Der Film über Süchtige in allen Variationen wurde zu einem der kommerziell erfolgreichsten britischen Filme der 1990er Jahre. Die sehr freizügige Darstellung von Heroin- und Drogenkonsum führte zu einer heftigen Diskussion darüber, inwieweit der Film Drogenkonsum verharmlose.
1997 drehte Boyle seinen ersten Film in den Vereinigten Staaten. Die Komödie Lebe lieber ungewöhnlich, mit Ewan McGregor, Cameron Diaz und Holly Hunter in den Hauptrollen, erwies sich jedoch als Flop bei Publikum und Kritikern. Sein nächster Film The Beach (2000), die Verfilmung von Alex Garlands Roman Der Strand aus dem Jahr 1996, in dem Boyle erstmals auf Ewan McGregor verzichtete und Leonardo DiCaprio seine erste Rolle nach Celebrity (1998) spielte, bekam überwiegend schlechte Kritiken, war aber ein kommerzieller Erfolg.
Einen Hit landete er jedoch 2002 mit dem Horrorfilm 28 Days Later, dessen Drehbuch Alex Garland verfasste. Für Aufsehen sorgte die Tatsache, dass Boyle diesen Film bis auf wenige Szenen mit digitalen MiniDV-Kameras drehte, um einen möglichst realistischen Effekt zu erreichen. Nach der Verfilmung des erfolgreichen Jugendbuchs Millionen von Frank Cottrell Boyce war der Science-Fiction-Film Sunshine, der am 19. April 2007 ins Kino kam, die dritte Kooperation mit Garland. Sunshine errang bei Kritikern Achtungserfolge, fiel aber an den Kassen durch. Eine erneute Zusammenarbeit ergab sich bei 28 Years Later, der 2025 in die Kinos kam.
Im August 2008 hatte sein Film Slumdog Millionär mit Dev Patel in der Titelrolle seine erfolgreiche Premiere auf dem Telluride Film Festival und lief anschließend auf dem Toronto International Film Festival. Der Film gewann zahlreiche Kritikerpreise und brachte Boyle bei der Golden-Globe-, BAFTA- und Oscarverleihung 2009 die Preise als bester Regisseur ein. 2010 folgte der Spielfilm 127 Hours. In dem Drama nahm sich Boyle der Geschichte des Bergsteigers Aron Ralston (gespielt von James Franco) an, der 2003 bei einer Canyon-Wanderung in Utah verunglückte und nur durch die Selbstamputation seines rechten Arms überlebte. Die Produktion, bei der der Brite erneut auf Drehbuchautor Simon Beaufoy, Filmkomponist A. R. Rahman und Kameramann Anthony Dod Mantle vertraute, brachte ihm im Jahr 2011 Oscar-Nominierungen in den Kategorien Film und Drehbuch ein. Boyle produzierte und führte Regie für die Live-Theaterversion von Mary Shelleys Frankenstein, die am 6. Juni 2012 im Rahmen des National Theater Live in verschiedenen Kinos übertragen wurde.
Danny Boyle hat die Eröffnungsfeier der Olympischen Sommerspiele 2012 in London als Produzent und künstlerischer Leiter umgesetzt.
Im Januar 2015 begann Boyle die Dreharbeiten für die Filmbiografie Steve Jobs nach einem Drehbuch von Aaron Sorkin. Der Film mit Michael Fassbender in der Titelrolle kam im Oktober 2015 in die Kinos.
Im Januar 2017 wurde mit T2 Trainspotting die Fortsetzung von Trainspotting – Neue Helden veröffentlicht, bei der Boyle wiederum als Regisseur sowie als Produzent beteiligt war.
Im Mai 2018 gab die Produktionsfirma der James-Bond-Filmreihe bekannt, dass Boyle als Regisseur des 25. Bond-Films vorgesehen war, bei dem Daniel Craig zum letzten Mal in der Rolle als Bond auftrat. Am 21. August 2018 wurde bekannt, dass Boyle das Projekt aufgrund von kreativen Differenzen verlassen habe.

## Filmografie (Auswahl)

### Regisseur
- 1989: The Nightwatch (Fernsehfilm)
- 1989: Monkeys (Fernsehfilm)
- 1990, 1992: Inspektor Morse, Mordkommission Oxford (Inspector Morse, Fernsehserie, 2 Episoden)
- 1994: Kleine Morde unter Freunden (Shallow Grave)
- 1996: Trainspotting – Neue Helden (Trainspotting)
- 1997: Lebe lieber ungewöhnlich (A Life Less Ordinary)
- 2000: The Beach
- 2002: 28 Days Later
- 2004: Millions
- 2007: Sunshine
- 2008: Alien Love Triangle (Kurzfilm)
- 2008: Slumdog Millionär (Slumdog Millionaire)
- 2010: 127 Hours (auch Drehbuchautor)
- 2013: Trance – Gefährliche Erinnerung (Trance)
- 2014: Babylon (Miniserie, Episode 1x01)
- 2015: Steve Jobs
- 2017: T2 Trainspotting
- 2018: Trust (Fernsehserie, 3 Episoden)
- 2019: Yesterday
- 2022: Pistol (Miniserie, 6 Episoden)
- 2025: 28 Years Later

### Filmproduzent
- 1989: The Nightwatch (Fernsehfilm)
- 1989: Monkeys (Fernsehfilm)
- 1989: Elephant (Kurzfilm)
- 2010: 127 Hours
- 2015: Steve Jobs
- 2017: T2 Trainspotting
- 2017: Battle of the Sexes – Gegen jede Regel (Battle of the Sexes)
- 2019: Yesterday

## Mehrfach eingesetzte Darsteller
Danny Boyle hat mit diversen Schauspielern mehrfach zusammengearbeitet, wobei Ewan McGregor und Robert Carlyle mit jeweils vier Kollaborationen am meisten berücksichtigt wurden:
- Ewan McGregor (Kleine Morde unter Freunden, Trainspotting – Neue Helden, Lebe lieber ungewöhnlich, T2 Trainspotting)
- Robert Carlyle (Trainspotting – Neue Helden, The Beach, T2 Trainspotting, Yesterday)
- Jonny Lee Miller (Trainspotting – Neue Helden, T2 Trainspotting)
- Ewen Bremner (Trainspotting – Neue Helden, T2 Trainspotting)
- Christopher Eccleston (Kleine Morde unter Freunden, 28 Days Later)
- Keith Allen (Kleine Morde unter Freunden, Trainspotting – Neue Helden)
- Kelly Macdonald (Trainspotting – Neue Helden, T2 Trainspotting)
- James Cosmo (Trainspotting – Neue Helden, T2 Trainspotting)
- Shirley Henderson (Trainspotting – Neue Helden, T2 Trainspotting)
- Cillian Murphy (28 Days Later, Sunshine)
- Bindu De Stoppani (The Beach, 28 Days Later)
- Jukka Hiltunen (The Beach, 28 Days Later)

## Auszeichnungen (Auswahl)
- 1996: Empire Award: Bester Regisseur für Kleine Morde unter Freunden
- 1997: Empire Award: Bester britischer Regisseur für Trainspotting – Neue Helden
- 2009: Golden Globe Award: Beste Regie für Slumdog Millionär
- 2009: British Academy Film Award: Beste Regie für Slumdog Millionär
- 2009: Oscar: Beste Regie für Slumdog Millionär